# 신동엽문학상
신동엽문학상(申東曄文學賞)은 고 신동엽 시인의 문학과 문학정신을 기리고 역량있는 문인을 지원하기 위해 1982년 시인의 유족과 창비가 공동으로 제정한 문학상이다.

## 연혁
- 1982년 제1회 신동엽창작기금
- 2004년 제22회 신동엽창작상
- 2012년 제30회'신동엽문학상

신동엽창작기금에서 마련한 이 문학상은 일반적인 문학상들과 달리 역량있는 작가가 한국 문학을 빛낼 뛰어난 작품의 창작에 전념할 수 있는 여건을 마련해주기 위한 성격을 갖고 있다. 수상자의 선정에서는 신동엽 시인의 문학정신을 폐쇄적인 마음이 아니라 열린 마음으로, 창조적으로 계승한 작가여야 한다고 밝히고 있고, 시와 소설 어느 장르에도 구애받지 않는 심사기준을 갖고 있다.
제1회 때는 유족이 기탁한 기금 200만원으로 시작했으며, 제2회부터는 유족과 창비(당시 창작과비평사)가 공동 출자하여 시상한다. 시상금은 1988년 제7회 때부터 300만원, 1992년 제10회부터 500만원으로 늘렸으며, 1996년 제14회부터는 700만원, 2001년 제19회부터는 1,000만원이 되었다.
보통 매년 한 명씩 선정하는데, 1983년~1987년까지, 1991년~1992년까지는 2명씩 선정했고, 1989년은 선정하지 못했다. 2011년부터는 매년 시와 소설부문에서 각각 1명 씩 총 2명을 선정한다.
1988년까지는 매년 말에 시상했고, 1990년 제8회 때부터는 보통 신동엽 시인의 기일인 4월 7일에 시상했는데, 2000년 들어서는 매년 말에 창비에서 시상하는 다른 문학상과 같이 시상한다.
제정 이후 제13회 1995년까지 이 기금을 받은 작가는 2년 안에 작품을 완성하여 출간해야 했으며, 이후 작가만 선정하여 시상하였는데, ‘신동엽창작상’으로 명칭을 바꾼 2004년 제22회부터는 수상자와 수상작품을 함께 발표한다.
보통 3~4명 심사위원단이 구성되어 수상자를 선정했는데, 심사위원으로는 백낙청, 평론가 구중서, 염무웅, 신경림, 이문구, 평론가 최원식, 현기영, 김사인 시인, 이시영, 성석제, 손택수 시인, 소설가 전성태. 평론가 임규찬, 평론가 이광호, 평론가 한기욱, 나희덕 등이 맡았다.
1990년 제8회 때는 도종환 시인, 1994년 제12회 때는 노동시인 박영근 등의 작가들이 수상하는 등 1982년부터 시인과 소설가 각 1명에 대해 시상한다.

## 역대 수상자 내역
| 횟수 | 연도 | 수상자 | 구분     | 작품 | 발간년도  |
| ---- | ---- | ------ | -------- | --- | --------- |
| 1    | 1982 | 이문구 | 장편     | 산너머 남촌 ISBN 8936433148                                                                                            | 1990      |
| 2    | 1983 | 하종오 | 시집     | 넋이야 넋이로다 ISBN 9788936420581                                                                                     | 1986      |
| 2    | 1983 | 송기원 | 시집     | 마음속 붉은 꽃잎 ISBN 893642081X                                                                                       | 1990      |
| 3    | 1984 | 김명수 | 시집     | 피뢰침과 심장 ISBN 8936420550                                                                                          | 1986      |
| 3    | 1984 | 김종철 | 산문집   | 아픈 다리 서로 기대며 ISBN 9788936470210                                                                               | 1995      |
| 4    | 1985 | 양성우 | 시집     | 그대의 하늘길 ISBN 8936420631                                                                                          | 1987      |
| 4    | 1985 | 김성동 | 장편     | 집上 ISBN 2008289001075 집下 ISBN 9788971840733                                                                        | 1989      |
| 5    | 1986 | 이동순 | 시집     | 지금 그리운 사람은 ISBN 8936420577                                                                                     | 1986      |
| 5    | 1986 | 현기영 | 장편     | 바람 타는 섬 ISBN 893643313X                                                                                           | 1989      |
| 6    | 1987 | 박태순 | 산문집   | 어느 사학도의 젊은 시절 ISBN 2004133000379 1960년대의 사회운동 ISBN 6000031658 {isbn}의 변수 오류: 유효하지 않은 ISBN. | 1980 1991 |
| 6    | 1987 | 김사인 | 산문집   | 진정 건강하길 기원하며 ISBN 2001031300 지금 힘든 시간인가요? ISBN 2001031270                                           | 1992      |
| 7    | 1988 | 윤정모 | 장편     | 들 ISBN 5000066340 | 1991      |
| 8    | 1990 | 도종환 | 시집     | 당신은 누구십니까 ISBN 9788936421113                                                                                   | 1993      |
| 9    | 1991 | 김남주 | 시집     | 사상의 거처 ISBN 9788936421007                                                                                         | 1991      |
| 9    | 1991 | 방현석 | 장편     | 십년간1 ISBN 8939202538 십년간2 ISBN 8939202546                                                                        | 1991      |
| 10   | 1992 | 곽재구 | 시집     | 참 맑은 물살 ISBN 9788936421373                                                                                        | 1995      |
| 10   | 1992 | 김하기 | 장편     | 항로 없는 비행上 ISBN 9788936433208 항로 없는 비행下 ISBN 9788936433215                                                | 1993      |
| 11   | 1993 | 고재종 | 시집     | 날랜 사랑 ISBN 9788936421342                                                                                           | 1995      |
| 12   | 1994 | 박영근 | 시집     | 지금도 그 별은 눈뜨는가 ISBN 9788936421694                                                                             | 1997      |
| 13   | 1995 | 공선옥 | 장편     | 시절들 ISBN XX00147551                                                                                                 | 1995      |
| 14   | 1996 | 윤재철 | 시집     | 생은 아름다울지라도 ISBN 9788939202566                                                                                 | 1995      |
| 15   | 1997 | 유용주 | 시집     | 크나큰 침묵 ISBN 9788981331412                                                                                         | 1996      |
| 16   | 1998 | 이원규 | 시집     | 돌아보면 그가 있다 | 1997      |
| 17   | 1999 | 박정요 | 장편     | 어른도 길을 잃는다 ISBN 9788936433338                                                                                  | 1998      |
| 18   | 2000 | 전성태 | 소설집   | 매향 ISBN 8939203623                                                                                                   | 1999      |
| 19   | 2001 | 김종광 | 소설집   | 경찰서여 안녕 ISBN 8982813012                                                                                          | 2000      |
| 20   | 2002 | 최종천 | 시집     | 눈물은 푸르다 ISBN 6000182709 {isbn}의 변수 오류: 유효하지 않은 ISBN.                                                  | 2000      |
| 21   | 2003 | 천운영 | 소설집   | 바늘 ISBN 9788936436612                                                                                                | 2001      |
| 22   | 2004 | 손택수 | 시집     | 호랑이 발자국 ISBN 9788936422226                                                                                       | 2003      |
| 23   | 2005 | 박민규 | 소설     | 카스테라 ISBN 8982819924                                                                                               | 2005      |
| 24   | 2006 | 박후기 | 시집     | 종이는 나무의 유전자를 갖고 있다 ISBN 9788939221598                                                                    | 2006      |
| 25   | 2007 | 박성우 | 시집     | 가뜬한 잠 ISBN 9788936422745                                                                                           | 2007      |
| 26   | 2008 | 오수연 | 소설     | 황금 지붕 ISBN 9788939205826                                                                                           | 2007      |
| 27   | 2009 | 김애란 | 소설     | 침이 고인다 ISBN 9788932018041                                                                                         | 2007      |
| 28   | 2010 | 안현미 | 시집     | 이별의 재구성 ISBN 9788936423063                                                                                       | 2009      |
| 29   | 2011 | 송경동 | 시집     | 사소한 물음들에 답함 ISBN 9788936423100                                                                                | 2009      |
| 29   | 2011 | 김미월 | 소설     | 여덟 번째 방 ISBN 9788937483028                                                                                        | 2010      |
| 30   | 2012 | 김중일 | 시집     | 아무튼 씨 미안해요 ISBN 9788936423476                                                                                  | 2012      |
| 30   | 2012 | 황정은 | 소설     | 파씨의 입문 ISBN 9788936437220                                                                                         | 2012      |
| 31   | 2013 | 박준   | 시집     | 당신의 이름을 지어다가 며칠은 먹었다 ISBN 9788954619578                                                                | 2012      |
| 31   | 2013 | 조해진 | 소설     | 로기완을 만났다 ISBN 9788936433857                                                                                     | 2011      |
| 32   | 2014 | 김성규 | 시집     | 천국은 언제쯤 망가진 자들을 수거해가나 ISBN 9788936423599                                                              | 2013      |
| 32   | 2014 | 최진영 | 소설     | 팽이 ISBN 9788936423599                                                                                                | 2013      |
| 33   | 2015 | 박소란 | 시집     | 심장에 가까운 말 ISBN 9788936423865                                                                                    | 2015      |
| 33   | 2015 | 김금희 | 소설     | 센티멘털도 하루 이틀 ISBN 9788936437299                                                                                | 2014      |
| 34   | 2016 | 안희연 | 시집     | 너의 슬픔이 끼어들 때 ISBN 9788936423933                                                                               | 2015      |
| 34   | 2016 | 금희   | 소설     | 세상에 없는 나의 집 ISBN 9788936437350                                                                                 | 2015      |
| 35   | 2017 | 임솔아 | 시집     | 괴괴한 날씨와 착한 사람들 ISBN 9788932029931                                                                           | 2017      |
| 35   | 2017 | 김정아 | 소설     | 가시 ISBN 9791185502601                                                                                                | 2017      |
| 36   | 2018 | 김현   | 시집     | 입술을 열면 ISBN 9788936424183                                                                                         | 2018      |
| 36   | 2018 | 김혜진 | 장편소설 | 딸에 대하여 ISBN 9788937473173                                                                                         | 2018      |

## 같이 보기
- 신동엽
- 인병선